# Elmer Fudd
Elmer Fudd est un personnage de dessin animé créé en 1940, de la série des Looney Tunes.

## Présentation du personnage
C'est un chasseur qui essaie de capturer Daffy Duck et Bugs Bunny. Ses chasses les plus célèbres sont racontées dans la trilogie Chassé-croisé, Conflit de canard et Qui va à la chasse ?.
Elmer est l'ennemi juré ou la « némésis » de Bugs Bunny. Il arrive au chasseur de raccrocher son fusil pour s'associer avec Bugs Bunny et Daffy Duck, notamment dans Les Tiny Toons où il est professeur avec le lapin et le canard mais aussi dans Space Jam quand les Looney Tunes sont menacés par les Monstars.
Patrice Dozier lui prête sa voix sur la version française.
Elmer Fudd est un chasseur pas comme les autres. Il pleure quand il croit avoir tué sa proie, mais il n'abandonne jamais.

## Histoire

Elmer Fudd dans Any Bonds Today?, en version obèse inspirée de l'acteur Arthur Q. Bryan, version qui est utilisée entre 1941 et 1942.

En 1940, Elmer Fudd change d'aspect en chasseur dans A Wild Hare.

## Dans la culture
Il existe une  traduction en « Elmer » du moteur de recherche Google, qui singe l'accent traînant d'Elmer (notamment en changeant les r et l par des w),,.